# Делфа Иванић
Делфа Иванић (Подгорица, 6. март 1881 — Београд, 13. август 1972) била је српска добротворка и заједно са Надеждом Петровић оснива Кола српских сестара.

## Младост
Потиче из угледне породице.Њена мајка Цвија рођена Вуксановић је била из чувене херцеговачке породице из Стоца, а отац дон Иван Мусић био је херцеговачки војвода, главар католика из Попова Поља, један од главних вођа устанка у Херцеговини. Након устанка родитељи су живели на Цетињу и у Подгорици. Преселили су се у Србију, већ 1881, после интрига и неспоразума оца са књазом Николом. Врло брзо, отац је у Србији стекао широк круг пријатеља. Мајка се разболела највероватније од туберкулозе и умрла већ 1886, а 1888, умро је и отац.
Пошто је као девојчица остала без родитеља, као сироче ју је усвојио Михаило Богићевић, председник Београдске општине. Основну (1887–1891) и Вишу женску школу (1891–1897) завршила је у Београду, а студије хемије у Женеви (1897–1899) прекинула је због поочимове смрти. Након тога се запослила у Скопљу 1900. године као учитељица наставница. У Скопљу је стекла широк круг пријатеља, међу њима је био и Иван Иванић, књижевник, српски вицеконзул у конзулату у Скопљу, већ признат национални и културни радник, за кога се удала већ наредне 1901. године. Због његовог посла често је мењала место пребивалишта. Живели су у Скопљу, Цариграду, Будимпешти, Ријеци, Трсту, Франкфурту на Мајни. Обоје су били сведоци великог страдања српског народа у Старој Србији и Македонији након Илинданског устанка.
Са сликарком Надеждом Петровић, водила је разговоре 
о убиствима и страдањима српског народа и обе су се сложиле око тога да жене у Краљевини Србији морају нешто да учине око тога.Резултат разговора је био оснивање Кола српских сестара 15/28. августа 1903. године, Сарађивала је са часописима као што су Зора, Босанска вила, Домаћица, Бранково коло, Женски свет. До Првог светског рата живела је у Цариграду и Будимпешти, у Београд се враћа 1912. године. Крсна слава јој је била Свети апостол Тома, а поочим ју је претплатио на Босанску вилу, коју је веома вољела и везала за дедовину, Босну и Херцеговину, одакле јој је био отац Иван Мусић.

## Балкански и Први светски рат
У балканским ратовима са Леди Пеџет 1912. године оснива IV резервну болницу за рањенике у Београду и 1913. године болницу за војнике у Драчу. Оснива Српско потпорно удружење 1915. године у Лондону за смештај 600 српских ђака у Оксфорду и Бирмингему. Хуманитарна служба је води у Солун, Француску, Трст и Ријеку. У Београд поново долази 1919. године. За ово време држала је и предавања о раду женских хуманитарних друштава у готово свим градовима у којима је боравила током рата.

## Између два рата
Прва је Српкиња и прва је жена са простора Краљевине Југославије, добитница Медаље за милосрђе „Флоренс Најтингејл“ (1920), коју је установио Међународни црвени крст са седиштем у Женеви. Своју медаљу је 1962. поклонила Српском лекарском друштву.
Бавила се књижевним и преводилачким радом, постала је члан редакције часописа „Женски покрет“ и „Алманаха Јадранске страже“. Учествовала је и у подизању Дома Кола српских сестара у Београду, са интернатом за студенткиње, председница овог удружења постаје 1941. и остаје на том месту све до укидања удружења. Спасила је Музеј Вука и Доситеја од рушења.

## Други светски рат и хапшења
Рат је затиче у Београду. Односила је помоћ нашим мигрантима у логор Топовске шупе, а и Дом Кола српских сестара је удомљавао Србе из Хрватске, БиХ, Војводине, Македоније и Косова,одакле су морали бежати од усташа, Мађара, Бугара и Арнаута, и разних других прогона. У Дому Кола српских сестара живели су у то доба многи несретни људи, биле су склоњене многе наше избеглице из Хрватске и др. Тамо су биле склоњене наше избеглице које у Београду нису имале породице и пријатеља.
Немци јој нуде сарадњу коју она одбија што за последицу има забрану рада удружења, одузимање њене имовине и хапшење 1942. године. У затвору је била 13 дана. По изласку из затвора сарадњу јој нуди Милан Недић на шта Делфа не пристаје већ подржава покрет отпора Драгољуба Михаиловића. Гестапо је због тога поново затвара 1944. године. У четничким изворима постоји извештај о њеном хапшењу, извештај подноси пуковник Мирко Лалатовић, он пише:}
{{цитат|Ухапшени су: Страњаковић и Катанић, Јован Виторовић, апотекар, Томашевић, бивши председник сената, Богдан Михаиловић, инжењер, Др Спиро Доновић, хирург, са женом, Вујанац, адвокат, Зечевић, професор, на раду у Црвеном крсту, Кнежевић, директор пошта, Др Зњец, Кумануди, Рајевић, старешина кварта, Бошко Илић, полицијски инспектор, и пет агената. Круљ, министар, Богићевић, прота, Др Јосиф Вучковић, адвокат, Инђић, Церовић и Кузмић, новинари, Анђелиновић, власник штампарије „Глобус“, Панта Драшкић, намесник Станковић, Др Пера Чакуљевић, трговац Вељко Петровић, Делфа Иванић, Стана Ђорђевић, као и многи други.}

## Послератни период
По доласку комунистичких власти Јосипа Броза поново је ухапшена, у затвору остаје неко време под оптужбом  да је противник нових власти. На инсистирање виђенијих људи, највише Јаше Продановића је пуштена на слободу, али је Колу забрањен рад, а Дом Кола у Београду је додељен Културно-уметничком друштву „Иво Лола Рибар“. Након тога се држала по страни, све до суђења Дражи Михаиловићу, када се пријавила као сведок одбране у процесу, али јој је запрећено санкцијама у случају да то учини.

### Писмо
Након доношења смртне пресуде Дражи Михаиловићу, упутила је писмо Президијуму ФНРЈ, у коме је свој живот понудила уместо његовог, како би се зауставио даљи раздор у српском народу:
Президијуму народне скупштине ФНРЈ-Београд

Обраћам се цењеном Президијуму ФНРЈ, усрдном молбом и молим га за помиловање бившег ђенерала Драже Михаиловића.
Ја се обраћам лично, у своје име, али сам уверена да за мном и сада, као и у току прошлих 47 година мога националног рада, стоје многе стотине хиљада српских жена. Ја молим Президијум, да се у овом тешком моменту покаже и благородним и далековидним и да спасавањем главе једног противника, који је, бесумње много пута и погрешио, можда, врло често и преко своје воље, жеља и намера, учини да се у српском народу покаже једно боље и племенитије осећање од онога, казнити кривца, страдалника и побеђеног и онда, када смо ми победници. Већи је победник, свакако, онај ко зна да прашта баш онда кад је у снази и моћи, но онај који одређује казну и пушта, да се она изврши, без обзира на то, да ли је кажњеник крив или невин. Благодарство и доброта су закони које нам је даривао Бог и они су, несумњиво, непогрешни. Благородство и доброта то је свакако изнад свих права и писаних људских закона. А све друго, закони, параграфи и томе слично, људска су работа и они могу бити и погрешни, много пута и онда, када се верује да се кроз њих и преко њих служи општем добру. Ја молим Президијум, да ову моју скромну и усрдну молбу уважи, и да тим, својим племенитим поступком умири многе честите српске душе. Верујући да би ово био један не само више но благодаран поступак од стране Президијума, поклањање главе једном великом противнику, онда када је он потпуно побеђен и савладан, већ да би то необично миротворно деловало на српски народ, ја нудим драговољно своју главу иако знам да она више много не вреди, нудим њу и молим да будем стрељана ја, уместо осуђеног Драже Михаиловића.
Унапред дубоко благодарна Президијуму,
У Београду 15. јула 1946.
Делфа Ив. Иванић,
кћи војводе Ивана Мусића, оснивач Кола српских сестара и негдашња његова председница. Душанова улица 11а, Београд. 
Након овог писма 1946. је поново ухапшена. По изласку из затвора се повукла из јавног живота. Након смрти Мејбл Грујић, написала је њену биографију. Такође је почела да пише и своје успомене, које су тек недавно објављене.
Умрла је 14. августа 1972. у Београду где је и сахрањена на Новом гробљу. Служило је пет свештеника на опелу  Од покојнице се опростио проф. г. Влад. Станојевић. Он је истакао да Делфин рад има велики историјски значај не само за Српски народ. У служби народу није штедела ни своје здравље, није се гордила, чак и физичке послове би обављала у служби другима. Делфа је сахрањена у гробници поред свога супруга Ивана. Њен поштовалац књижевник и публициста прота Љубомир Павићевић Слапски осећајно и дирљиво Делфу опевао у својим стиховима. Сарадник и секретар владике Варнаве Настића, Лазар Бабић, је био Делфин поштовалац. Пред крај живота је често по њеној жељи долазио и читао јој књиге и чланке, а о празницима је уносио радост у њену напаћену душу пуштајући јој грамофонске плоче – црквене песме.

## Одликовања
Ратна медаља Црвеног крста, Просветни орден Св. Саве и, прво у нашој земљи, највише међународно одликовање милосрђа за добротворан рад орден Мис Флоренс Најтингејл који је стављен на њене груди 1919. год. одмах по завршетку I Св. рата.

## Текстови Делфе Иванић уВардару
- „Реч Југословенским сестрама“, 1921.
- „Љубица С. Луковић“, 1921.
- „Надежда Петровић“, 1926.
- „Касија Милетићка“, 1926.[19]
- „Пред одром др Славка Грујића“, Кал. Вардар, 1938. год. 1939.
- „Злата Ковачевић-Лопашић 1926–1938“, некролог, Вардар, 1939. 1940.[20]